# Mors
Mors (Odobenus) – rodzaj drapieżnych ssaków z podrodziny Odobeninae w obrębie rodziny morsowatych (Odobenidae).

## Rozmieszczenie geograficzne
Rodzaj obejmuje jeden żyjący współcześnie gatunek występujący u wybrzeży Oceanu Arktycznego oraz u arktycznych wybrzeży północnego Pacyfiku.

## Morfologia
Długość ciała 250–350 cm, dla samic średnio 260 cm, dla samców średnio 315 cm; masa ciała 800–1800 kg, dla samic średnio 1000 kg, dla samców średnio 1500 kg; noworodki w chwili urodzenia mierzą 100 cm i osiągają masę ciała wynoszącą 85 kg.

## Systematyka
Rodzaj zdefiniował w 1762 roku francuski zoolog Mathurin Jacques Brisson w publikacji swojego autorstwa dotyczącej systematyki ssaków. Brisson w swoim pierwotnym opisie nie wskazał gatunku typowego; w ramach późniejszego oznaczenia w 1998 roku Międzynarodowa Komisja Nomenklatury Zoologicznej na gatunek typowy wyznaczyła morsa arktycznego (O. rosmarus).

### Etymologia
- Odobenus (Odobaenus, Hodobaenus, Odontobaenus): gr. οδους odous, οδοντος odontos ‘ząb’; βαινω bainō ‘chodzić, spacerować’[17].
- Trichechus (Trichecus): gr. θριξ thrix, τριχος trikhos ‘włosy’; εχω ekhō ‘mieć, posiadać’[18]. Gatunek typowy: Linneusz wymienił dwa gatunki – Trichechus manatus Linnaeus, 1758 i Phoca rosmarus Linnaeus, 1758 – nie wskazując gatunku typowego.
- Rosmarus: epitet gatunkowy Phoca rosmarus Linnaeus, 1758; duń. rosmar ‘mors’[19]. Gatunek typowy: Phoca rosmarus Linnaeus, 1758.
- Odobenotherium: rodzaj Odobenus Brisson, 1762 (mors); θηριον thērion ‘dzike zwierzę’, od θηρ thēr, θηρος thēros ‘zwierzę’[20]. Gatunek typowy (oznaczenie monotypowe): Odobenotherium lartetianum Gratiolet, 1858 (= Phoca rosmarus Linnaeus, 1758).
- Hemicaulodon: gr. ἡμι- hēmi- ‘pół-, mały’, od ἡμισυς hēmisus ‘połowa’; καυλος kaulos ‘trzon’; οδους odous, οδοντος odontos ‘ząb’[21]. Gatunek typowy (oznaczenie monotypowe): 	Hemicaulodon effodiens Cope, 1869 (= Phoca rosmarus Linnaeus, 1758).

### Podział systematyczny
Do rodzaju należy jeden występujący współcześnie gatunek:
- Odobenus rosmarus (Linnaeus, 1758) – mors arktyczny

Opisano również wymarły gatunek z plejstocenu:
- Odobenus mandanoensis Tomida, 1989